# Ansari X Prize
O Ansari X PRIZE foi uma competição espacial na qual a X PRIZE Foundation ofereceu 10 milhões de dólares de prêmio para a primeira organização não-governamental a lançar uma nave espacial tripulada reutilizável no espaço duas vezes no período de duas semanas.